# Station Saverdun
Station Saverdun is een spoorwegstation in de Franse gemeente Saverdun. Het wordt bediend door treinen van de TER Occitanie.